# NGC 5952
NGC 5952 este o galaxie lenticulară situată în constelația Șarpele. A fost descoperită în 25 martie 1865 de către Albert Marth.